# Jahmesz
A Jahmesz vagy Ahmesz (ỉˁḥ-ms; más írásmódokkal Ahmosze, Jahmosze, görögösen αμασις Amaszisz vagy αμωσις Amószisz) ókori egyiptomi név, mely különösen az újbirodalom és a XVIII. dinasztia korának elején volt népszerű. Jelentése: a Hold gyermeke.  Férfi- és női névként egyaránt használatos volt, a könnyebb megkülönböztetés végett itt nőknél az Ahmesz, férfiaknál a Jahmesz alakot használjuk.
Ahol nincs külön feltüntetve dinasztia, azok a XVII. dinasztia végén–XVIII. dinasztia idején éltek.

## Híres viselői

### Fáraók
- Szenahtenré Jahmesz fáraó
- I. Jahmesz fáraó[2]
- II. Jahmesz más néven Amaszisz, fáraó (XXVI. dinasztia)[3]

### Királynék
- Ahmesz, I. Thotmesz felesége, Hatsepszut anyja[4]
- Ahmesz-Henuttamehu, Szekenenré és Ahmesz-Inhapi lánya, valószínűleg I. Jahmesz felesége[5]
- Ahmesz-Inhapi, Szekenenré testvére és felesége[6]
- Ahmesz-Nofertari, Szekenenré és Ahhotep lánya, I. Jahmesz felesége, Ámon papnője[5]
- Ahmesz-Meritamon, I. Jahmesz és Ahmesz-Nofertari lánya, I. Amenhotep felesége[6]
- Ahmesz-Szitkamosze, feltehetőleg Kamosze leánya és I. Jahmesz felesége[6]

### Hercegek, hercegnők
- Ahmesz hercegnő, Szekenenré és Szitdzsehuti lánya[5]
- Ahmesz-Henutemipet hercegnő, valószínűleg Szekenenré és Ahhotep lánya[5]
- Ahmesz-Meritamon hercegnő, valószínűleg Szekenenré lánya[6]
- Ahmesz-Nebetta hercegnő, valószínűleg Szekenenré lánya[5]
- Ahmesz-Szitamon hercegnő, I. Jahmesz leánya[6]
- Ahmesz-Tumeriszi hercegnő, feltehetőleg Szekenenré leánya[5]
- Jahmesz herceg, Szekenenré Ta-aa fia; talán azonos a későbbi I. Jahmesz fáraóval, bár ennek ellentmond, hogy egyetlen ismert szobra (ma a Louvre-ban) temetkezési kelléknek tűnik[5]
- Jahmesz herceg, a XVIII. dinasztia korának elején élt, csak sírjából (QV88) ismert[7]
- Jahmesz-ankh herceg, I. Jahmesz és Ahmesz-Nofertari fia[6]
- Jahmesz-Szipair herceg, feltehetőleg Szekenenré fia[6]
- Jahmesz herceg, főpap, valószínűleg II. Amenhotep fia[4]
- Jahmesz herceg, tábornok (XXVI. dinasztia)[3]

### Hivatalnokok, katonák
- Jahmesz, írnok, matematikus (kb. XVII. dinasztia)
- Jahmesz, írnok, hivatalnok Ehnaton udvarában
- Jahmesz, Abana fia tábornok (XVII.-XVIII. dinasztia)
- Jahmesz Humai, az isten felesége birtokának felügyelője, Ahmesz-Nofertari magtárfelügyelője, sírja a TT224
- Jahmesz Pennehbet hivatalnok
- Jahmesz-Szaneith, hivatalnok II. Jahmesz idején (XXVI. dinasztia)
- Jahmesz-Szaneith-Uahibré hivatalnok; talán azonos a későbbi II. Jahmesz fáraóval (XXVI. dinasztia)[8]
- Jahmesz Szitaiet, Kús alkirálya
- Jahmesz Turo, előbbi fia, Kús alkirálya, Jahmesz Szitaiet fia
- Jahmesz Patjenna, Jahmesz Turo fia